# Trajnica
Trajnica (tudi pollakantna rastlina ali perennes) je rastlina, ki raste in cveti več let. 
Sposobnost, da vsako leto in večkrat v življenju cvetejo jim je omogočeno zaradi tvorbe obnovitvenih popkov, s katerimi se vsako leto obnavljajo. Poleg tega imajo sposobnost shranjevanja hranilnih snovi preko zime, ki omogočajo spomladi zgodnji razvoj obnovitvenih popkov.

## Zelnate trajnice
Če je rastlina zelnata, ob koncu vegetacijske dobe nadzemni deli odmrejo, podzemni del pa prezimi in iz njega spomladi poženejo novi poganjki. V ta namen so podzemni deli teh rastlin odebeljeni za shranjevanje hranilnih snovi (največkrat kot škrob) in tvorijo korenike, gomolje in podobne organe.

## Skupine trajnic
Trajnice ločimo glede na razmestitev in lego obnovitvenih popkov:
- Fanerofiti (Phanerophyta) shranjujejo rezervne hranilne snovi enakomerno po vsem telesu. To so lesne rastline - drevesa in grmi.
- Hamefiti (Chamaephyta) so lahko blazinaste rastline v arktičnih predelih in visokogorskem pasu ali zelo suhih tropih. Te rastline razvijejo glavno korenino. Glavno steblo se razrašča v stranske poganjke, ki so olistani z zimzelenimi listi. Primer take rastline je skorjasti kamnokreč (Saxifraga crustata).
- Hemikriptofiti (Hemikryptophyta) so ozimna žita in zelnate trajnice.
- Kriptofiti (Cryptophyta) ali geofiti (Geophyta) so zelnate trajnice, katerim na koncu vsake vegetacijske periode odmrejo nadzemni organi. Na podzemnih organih tvorijo obnovitvene popke, ki prezimijo pod zemljo. Naslednje leto popki poženejo s pomočjo rezervnih snovi, ki so v korenikah, korenih, gomoljih ali čebulah.